# Lefter Koka
Lefter Koka, né le 4 août 1964 à Durrës, est un homme politique albanais membre du Mouvement socialiste pour l'intégration (LSI). De 2013 à 2017, il est ministre de l'Environnement.

## Biographie

### Jeunesse et formation
Il est diplômé en droit de la faculté des sciences juridiques de l'université internationale de Struga, en Macédoine, et a longtemps travaillé dans le secteur privé.

### Débuts et ascension en politique
En 2000, il est élu au conseil municipal de Durrës. Trois ans plus tard, il devient maire de la ville et se fait élire au conseil régional de la préfecture de Durrës. Il abandonne ses mandats à leur terme, en 2007, puis est élu en 2009 député de la préfecture de Durrës à l'Assemblée d'Albanie. Il prend alors la présidence du groupe LSI, qui compte quatre membres et soutient le gouvernement du Premier ministre conservateur Sali Berisha. Il est réélu député en 2013.

### Ministre de l'Environnement
À la suite des élections législatives du 23 juin 2013, remportées par le centre-gauche, il est nommé le 15 septembre suivant ministre de l'Environnement dans le gouvernement du Premier ministre socialiste Edi Rama.